# Pieris brassicae wollastoni
La gran mariposa blanca de Madeira (Pieris brassicae wollastoni) es una subespecie de la mariposa de la col, endémica de Madeira, Portugal. 

## Descripción
Puede alcanzar un tamaño de 55 a 65 milímetros. Las alas son de color blanco puro con una punta negra ancha en los vértices de las alas anteriores. Su hábitat natural es el bosque de laurel (laurisilva). 
Las larvas tienen rayas amarillas en la parte superior del cuerpo verde y bultos negros. Las plantas alimenticias conocidas son la capuchina (Tropaeolum majus) y la col (Brassica oleracea).

## Declive
Teniendo en cuenta que se recolectó por última vez en 1977 pero no se encontró a pesar de una búsqueda de 15 años durante las décadas de 1980 y 1990, podría ser extremadamente rara o posiblemente extinta. 
Una razón para su declive podría ser una infección por virus que apareció después de que la blanquita de la col (Pieris rapae) se introdujo en Madeira en la década de 1950. El nombre en latín conmemora a Thomas Vernon Wollaston, un entomólogo que descubrió varios taxones de insectos en Madeira.

## Otras lecturas
- Holt White, A.E. & Rashleigh (editors) (1894) The butterflies and moths of Teneriffe. Illustrated from the author's drawings. L. Reeve & Co., London
- Gardiner, B. (2003) The possible cause of extinction of Pieris brassicae wollastoni Butler (Lepidoptera: Pieridae). Entomologist's Gazette 54:267–268